# Weslley Silva Santos Rodrigues
Weslley Silva Santos Rodrigues (sinh ngày 16 tháng 1 năm 1992) là một cầu thủ bóng đá người Brasil.

## Sự nghiệp câu lạc bộ
Weslley Silva Santos Rodrigues đã từng chơi cho SC Sagamihara và Tokyo Verdy.